# Anthony Bidulka
Anthony Bidulka (ur. 24 lipca 1962) – kanadyjski pisarz powieści sensacyjnych, thrillerów i powieści kryminalnych. 

## Życiorys
Urodził się i wychował na farmie w pobliżu Prud'Homme, w kanadyjskiej prowincji Saskatchewan. Studiował psychologię na University of Saskatchewan w Saskatoon, a następnie pracował jako nauczyciel i opiekun społeczny. W 1999 zrezygnował z wykonywanego zawodu i całkowicie poświęcił się pisaniu.
Książki Bidulki były nominowane do nagród Crime Writers of Canada Arthur Ellis Awards, Saskatchewan Book Awards, nagrody ReLit i Lambda Literary Awards.
Jego powieść "Flight of Aquavit" zdobyła nagrodę literacką Lambda za najlepszą opowieść sensacyjną o dwóch mężczyznach, dzięki czemu Bidulka był pierwszym Kanadyjczykiem, który wygrał w tej kategorii. Bidulka ponownie otrzymał nominacje do nagrody literackiej Lambda w 2008 za powieść "Stain of the Berry", w 2009 za "Sundowner Ubuntu" oraz w 2013 za "Dos Equis".

## Twórczość
- "Amuse-Bouche" (2003);
- "Flight of Aquavit" (2004);
- "Tapas on the Ramblas" (2005);
- "Stain of the Berry" (2006);
- "Sundowner Ubuntu" (2007);
- "Aloha, Candy Hearts" (2009);
- "Date with a Seesha" (2010);
- "Dos Equis" (2012);
- "When the Saints Go Marching In" (2013);
- "The Women of Skawa Island" (2014)
- "Set Free" (2016).